# Liste der Monuments historiques in Saint-Étienne-sur-Suippe
Die Liste der Monuments historiques in Saint-Étienne-sur-Suippe führt die Monuments historiques in der französischen Gemeinde Saint-Étienne-sur-Suippe auf.

## Liste der Objekte
| Bezeichnung            | Beschreibung            | Standort                        | Kennzeichnung | Schutzstatus | Datum | Bild |
| ---------------------- | ----------------------- | ------------------------------- | ------------- | ------------ | ----- | ---- |
| Christi-Geburt-Retabel | aus dem 16. Jahrhundert | in der Kirche St-Étienne (Lage) | PM51000966    | Classé       | 1908  |      |